# Samyaksambuddha
Un samyaksambuddha (sanskrit : सम्यक सम्बुद्ध ; IAST : samyaka sambuddha) est un bouddha parfait dans son atteinte du nirvana. Il est l'une des trois sortes possibles de bouddha, les deux autres étant les arhat et les pratyekabuddha. Bien que l'éveil (bodhi) soit le même, le samyaksambuddha est considéré, notamment par le bouddhisme mahayana, comme celui qui a eu le plus de compassion; il a  aussi plus d'omniscience et des pouvoirs spéciaux.